# Bandera de Cubelles
La bandera oficial de Cubelles té la descripció següent:
Bandera apaïsada de proporcions dos d'alt per tres de llarg, dividida horitzontalment en dues parts iguals, la part superior de color verd fosc, amb el castell groc tancat de vermell de l'escut, al centre, d'una altura de 8/18 de la del drap, i separat dels extrems inferior i superior per 1/36 de la mateixa altura; i la inferior parlada, amb cinc pals grocs i quatre de vermells.
Va ser aprovada el 22 de desembre de 1999 i es va publicar en el DOGC el 17 de gener del 2000 amb el número 3057. Està basada en l'escut heràldic de la localitat.